# 光环 (碧昂丝歌曲)
《光环》是美国歌手碧昂丝的一首歌曲，收录于其第三张录音室专辑《双面碧昂丝》的「抒情碧昂絲」部分，其意在表现碧昂丝本人在舞台下洗尽铅华的真实生活。2009年1月20日，哥伦比亚唱片将这首歌曲作为专辑的第四首单曲送往美国主流电台播放。2月20日，歌曲正式在国际市场发行。其曲风受到了雷·拉蒙太奇2004年的歌曲《避难所》的影响，《光环》是由瑞恩·泰德、埃文·博加特、埃里克·「新兰特」·菲利普斯和碧昂丝创作。这首歌是泰德和博加特两人为碧昂丝量身打造，然而有些媒体曾猜测利昂娜·刘易斯曾想将这首歌收录于自己的专辑中。
《光环》是一首流行強力情歌，歌词描绘了一场轰轰烈烈的爱情。歌曲使用了鼓、钢琴、键盘、弦乐、合成器和打击等多种乐器。凱莉·克萊森曾指责泰德将该音乐编曲重复使用在其2009年的歌曲《爱已成往事》中。《光环》獲得乐评人的廣泛好評，乐评将其与路易斯2007年的歌曲《蔓延的爱》进行比较。歌曲的制作和碧昂丝富有感情的嗓音均获得了乐评人的赞扬。在第52屆葛萊美獎，《光环》获得了年度制作和最佳流行女歌手提名，最终赢取了最佳流行女歌手奖。在2009年MTV歐洲音樂大獎，歌曲获得了“最佳歌曲奖”。《光环》在巴西、挪威和斯洛伐克的榜单上位于榜首，并在澳大利亚、德国、爱尔兰、意大利、纽西兰、瑞士、英国和美国的单曲榜上达到前五名的位置。其在澳大利亚被认证为五白金单曲，并在美国和西班牙获得了雙白金認證认证。
歌曲的音乐录影带由菲利普·安德尔曼导演。美国演员麥克·艾里饰演录影带的男主角。剧情描绘了碧昂丝和艾里所扮演的角色之间的爱情。评论家称赞了碧昂丝在录影带中的造型。2010年5月，录影带的另一版本在线上释出。在此版本中，艾里饰演的角色在夜间的丛林中被警察追捕。碧昂丝曾多次现场表演了歌曲，而在现场演出时，她曾四次改编了歌曲的歌词，其中一次是在致敬麥可·傑克森逝世的表演中，第二次则是在2010年海地地震慈善表演时。並接著於2013年超級盃（Super bowl)以及2018年city of hope Gala中再次改編。许多艺人曾翻唱本歌曲，包括芙蘿倫絲機進份子、哈珀布林乐团和西城男孩等。电视节目《欢乐合唱团》也曾在剧中演出了这首歌，巴西肥皂剧《印度之路》的國際版原聲大碟也有收录本歌曲。

## 创作与制作

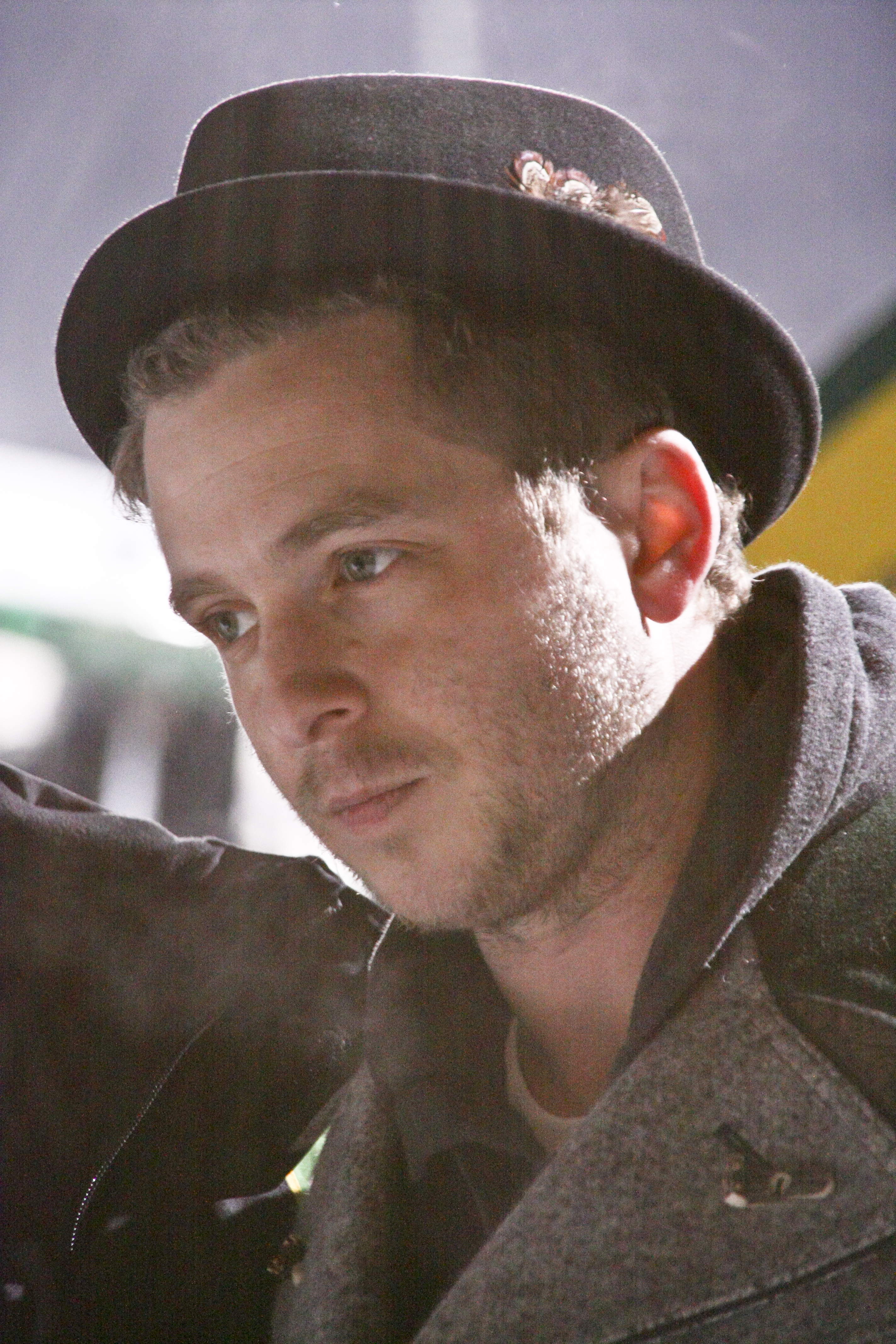
碧昂丝、博加特和泰德（圖）在泰德的加州音乐工作室里创作《光环》。

《光环》由共和世代的主唱瑞恩·泰德、埃文·「基德」·博加特和碧昂丝共同创作。在一次HitQuarters的访问当中，基德講述了歌曲的創作過程。泰德在共和世代巡回演唱会时一次巡演中意外跟腱撕裂，而因为需要手术治疗的关系，巡演则被迫取消。接着的一天，乐团将刚作完手术的泰德送往洛杉矶。泰德与基德在洛杉矶见面时曾表达出他希望合作创作歌曲的意愿。基德起初反对这个想法，因为泰德依旧處於術後修養期，但是最后他们还是前往了泰德的工作室。在创作的过程中，歌手雷·拉蒙太奇是《光环》的最初灵感。基德提议可以借鉴拉蒙太奇《避难所》的风格来创作一首歌给碧昂丝和她的丈夫杰斯，并在他听了泰德演奏那「天使般的」和弦后才决定命名这首歌为《光环》。而他们花费了将近三个小时才完成了歌曲的创作。
根据音乐制作公司Syco娱乐老板西蒙·高維爾的说法，博加特和泰德曾经打算将《光环》给他的旗下艺人里歐娜·路易斯，但因为她那紧张的行程而无法录制这首歌。高维尔对于碧昂丝选择并录制这首歌感到非常难过。英国社交网站數碼間諜的作家大卫·鲍尔斯在采访中访问了泰德是否曾经打算创作《光环》给路易斯。泰德表示自己僅僅在等待碧昂絲錄音的漫長期間內暫時将這首歌提供给利昂娜。他评论道：
“《光環》這首歌為利昂娜創作這件事確實是很大的誤會。事情一開始不是這樣的……这首歌是创作给碧昂丝的。事实是，碧昂丝已经为了录制这首歌等了足够久的时间……在等待期間我想這首歌可能很適合作為利昂娜的首发單曲，而其實本來是有這個機會的……我當時很愚蠢地對利昂娜的團隊說：『這首歌現在是給另一位頂尖藝人的，但是目前暫時擱置了。我非常確定他們會錄製這首歌，我只是想知道如果萬一他們沒有錄製的話，你們會不會考慮這首歌。』我把歌曲發給他們，他們聽了之後非常喜歡，立即表示想要這首歌。我就说：『等一下，等一下，等一下，不行，這首歌還不能給別人呢！』”
泰德和碧昂丝于2008年在洛杉矶的曼斯菲爾德工作室（Manfield Studios）和纽约的赫尔马诺（Germano）和摇滚那麦克风工作室（Roc The Mic Studios）制作《光环》。泰德做音乐的改编曲并演奏乐曲，而克里斯蒂安·贝克（Christian Baker）协助录制音乐。马克·「尖头」·斯滕特混音这首歌曲并由马特·格林（Matt Green）负责协助，并由吉姆·卡魯阿納（Jim Caruana）录制碧昂丝的演唱部分；这些工作都是在摇滚那麦克风工作室里完成。《光环》出现在《双面碧昂丝》双专辑里的「抒情碧昂丝」（I Am...）一碟中，而這首歌亦是表現碧昂絲本人對愛情的不安全感的一首情歌，展示的是她「在妝容之下，在聚光燈之外，在所有明星光環背後」的真實形象。碧昂丝曾经说过她喜欢演唱情歌的原因是：「……音樂與故事中的情感能更好的表現出來。它沒有其他的干擾，因而能產生更好的共鳴。我真的很希望人們能夠聽到我的聲音，聽到我要說的話。」

## 词曲
《光环》是一首当代慢游强力情歌且包含了流行的制作。它还有福音和靈魂樂的元素。这首歌由钢琴、键盘、大鼓、合成器、弦乐和打击的乐器作为伴奏。那如瀑布般下落的钢琴声伴随着打击乐器的拍子轮流在拍掌声和跺脚声之间交替着。《光环》由A大调的4/4拍写成，速度是每分钟84拍。其和弦进程是以A–Bm–F♯m–D为基础，并以同样的正副歌形式而写成。碧昂丝演唱时的音域在C♯3到F♯5的假音之间，也包含了拉腔并承受破音。她在歌唱时使用裝飾音、有抖音的高音部分和颤音——在两个接近的音符之间有快的变化，通常是一个半音或者全音的相距。该编曲还由交響曲的渐强程度和电子重音所构成。
在歌词中，碧昂丝以寬廣的胸懷表達了對自己神聖戀人的無微不至的愛情。她说：「[《光环》]有如天使般……就好像當你聽到這首歌的瞬間就能看到[天使的]臉龐。[這首歌的歌詞]基本上表達的是我築起心牆，而當我看到你頭頂的光環時，你卻讓我卸下了心防，這一切真的很美。」歌曲刚刚开始的钢琴声、鼓掌和跺脚声，会给歌曲營造了靈性的氛圍，之后碧昂丝唱道：「Remember those walls I built? Well, baby, they're tumbling down」（大意：还记得我筑起的高墙吗？亲爱的，它们已然倒塌）。歌曲前奏以低音區演唱，隨著歌曲進行，聲音逐漸加強。在导歌中，她重复地唱着：「Everywhere I'm looking now, I'm surrounded by your embrace, baby I can see your halo, you know you're my saving grace, you're everything I need and more, it's written all over your face」（大意：我眼前每一個所見之處，都被你双臂紧紧围绕，宝贝我看见你身上散发的光环，你知道吗？你是我的守护神，你是我需要的一切，甚至更多，这全部写在了你的脸上）。碧昂丝接着在副歌里重复吟唱着「光环」一词；副歌的第三次也是最後一次重複由一串1980年代風格的鼓點引出，並以掃弦和打擊樂作結。

## 发行
2008年，碧昂絲在美國發行雙重首發單曲《如果我是男生》和《單身女郎 (定情戒)》，原計劃在此之後于美國同時發行《光环》和《自我意识》。但是《自我意识》的发行被取消而取而代之的是《玩美女神》。《光环》与《完美女神》出自《双面碧昂丝》分別收錄於專輯不同的兩部分中，意在表現碧昂絲本人雙面的性格，即這張專輯表達的主題。專輯的兩個不同的部分分別收錄抒情謠曲和動感快節奏舞曲，以此來表現碧昂絲性格的雙面性。《光环》于2009年1月20日由音乐世界娱乐（Music World Entertainment）和哥伦比亚唱片发送给当代流行电台的表演曲目，而《玩美女神》分类于节奏当代和城市当代电台的表演曲目。迷你专辑包含了《光环》电台剪辑版本和四首重混版本，并于2009年4月14日发行。
2009年2月20日，《光环》在澳大利亚、纽西兰和加拿大以数位下载的方式将两首单曲发行，包括了《單身女郎(定情戒)》的重混版本——这首歌还以数字迷你专辑12cm单曲和黑胶唱片的形式于2009年4月14日发行。在法国，它于2009年3月20日以独立的数位下载单曲的方式发行。在同一日，《光环》与《玩美女神》的专辑版本共同数位化于欧洲大陆，其中包括德国，它还在当地以CD单曲于4月3日发行，并以黑胶单曲的方式于2009年4月12日发行。在英国，《光环》以数位迷你专辑于2009年4月13日发行，其中包括了歌曲专辑版本和三首重混版本。

## 凱莉·克萊森的指责
在完成《光环》之后，泰德与凱莉·克萊森共同创作她的第四张专辑《无可就要》，并一同创作《爱已成往事》这首歌曲。当这首歌发行后，评论家特别注意到这听起来与《光环》相似。但是克莱森起初未意识到两首歌之间的相同之处。她最终仔细聽录制时才发现它们两者的相似；那些相同最显著的是它的伴奏，例如两者都使用了忧郁的钢琴声、响亮的鼓声和拍掌声。克莱森尝试去阻止《爱已成往事》出现在《无可就要》里，但是这个决定已经无法控制，因为当时《双面碧昂丝》释出时，她的专辑早已開始印刷生產。她指责泰德在《光环》和《爱已成往事》之间使用了相同的编曲，并抱怨人们可能会错误地认为她抄袭碧昂丝的歌曲。
克莱森极其生气地在手机里与泰德对峙。在回应中，泰德评论道他从来没有给两个艺人相同的编曲，之后她批评这样是「令人受伤和荒唐的」。他断言道《爱已成往事》和《光环》两者的概念、旋律和歌词是完全不同的。泰德称《爱已称往事》是他有史以来创作的最好的一首歌曲，并挑战人们「去聽那两首情歌并抒发他们自己的想法」。克莱森试图以尊重碧昂丝的原因阻止她的唱片公司RCA将《爱已成往事》作为单曲，但他们反对她的意愿并照常发行。她说：「這就是我不能控制的事情之一。我已经制作了我的专辑。在那个时候，唱片公司想对它做什么都行。」她之后告诉MTV新闻的詹姆士·蒙哥馬利（James Montgomery）《爱已成往事》和《光环》听起来如此相似让她很不舒服，但是欣慰的是它们至少有不同的演唱旋律。

## 樂評

### 杂志评价
《光环》发行之后获得了评论家的普遍好评，他们均称赞碧昂丝的演唱表现。《告示牌》杂志的克里斯蒂安·威廉斯（Christian Williams）写道《光环》的流行乐的声音应该让其成为榜单的榜首。他补充到说它可以与《蔓延的爱》形成对比，但是总结道《光环》「如根據其本身特點的话，就比《蔓延的爱》的水平更高更好」。《娱乐周刊》的迈克尔·斯莱扎克（Michael Slezak）称《光环》为「一首完全地美丽和完美的制作单曲」，并有潜质与《疯狂爱恋》和《绝无仅有》一样获得巨大的商业成功。《休斯敦纪事报》的乔伊·格拉（Joey Guerra）写道它立刻成为《双面碧昂丝》的出众单曲。《影音俱樂部》的马托斯·米開朗基羅（Matos Michaelangelo）称赞《光环》那「流行且广泛的」旋律，并评价碧昂丝有「宏伟的才华」。E!网络的珍妮弗·卡迪（Jennifer Cady）写道这首歌应该出现在一张浪漫的混音带里，还有MTV新闻的詹姆士·蒙哥馬利认为《光环》那「催人泪下的力量」而告诉了「碧昂丝那为人不知的一面」。Pitchfork Media的萊恩·敦渤（Ryan Dombal）写道碧昂丝的演唱方式是「尖厉且毫無遮蔽的」，使人想起席琳·狄翁的风格。
尽管《波士顿环球报》的詹姆斯·里德（James Reed）称情歌有着「普通的歌词」，但他依然写道《光环》是碧昂丝录制的「最能唤起美好情感的强力情歌」，并将它与音樂製作人和词曲作家菲尔·斯佩克特在Wall of Sound调音台录制的作品作出比较。评论家特别强调了《光环》和蕾哈娜的《小雨伞》之间的相同之处；《衛報》的亞歷克西斯·彼得里迪斯（Alexis Petridis）谈到《光环》同样有「冷冰冰的合成声、高潮时的惊吓动态和相同地重复着副歌」。MTV新闻的珍妮弗·万亚尔德（Jennifer Vineyard）也有类似的观点，而《Time Out》布朗·迪克雷申佐（Brent DiCrescenzo）將《光環》視為一个「贝蒂·米勒的重现——《小雨伞》的圣歌等级，举起那救世主般的主题」。数码间谍的尼可·李維（Nick Levine）称《光环》为一个《小雨伞》和路易斯《蔓延的爱》的「震撼人心的混合」。相同网站的大卫·鲍尔斯写道：「《光环》是由《蔓延的爱》所塑造的当代强力情歌……路易斯可以演繹得更好吗？当然，這只是一個仁者見仁智者見智的問題，但杰斯太太似乎沒有留下许多改進的餘地。」

### 奖项与表彰
《光环》获得了2009年城市音乐奖最佳单曲的提名，和2009年青少年票選獎的音樂選擇獎：情歌提名。它赢得了2009年MTV歐洲音樂大獎的最佳歌曲。这首情歌位于《Rap-Up》2009年25大最佳歌曲名单中第7名的位置。《光环》还被提名于第52届格莱美奖，其中包括年度最佳录音奖和最佳流行女歌手的范畴，其赢得后者的奖项。它还赢得2010年克羅地亞波兰奖的最佳外语歌曲。《光环》在非你莫属2009拉斯维加斯亲密接触演唱会的现场版本，获得了第53届格莱美奖的最佳流行女歌手提名。美國作曲家、作家和發行商協會在第27届ASCAP流行音乐奖认可《光环》为2009年其中一首最多次播放的歌曲。在碧昂丝三十岁生日时，《告示牌》杂志的埃丽卡·拉米雷斯（Erika Ramirez）和杰森·利普舒茨（Jason Lipshutz）将这首情歌放置在碧昂丝最热门的30首《告示牌》歌曲的第18位。在《乡村声音》（The Village Voice）年终Pazz & Jop单曲名单中，《光环》分别在2008年和2009年排在第443位和114位。2013年，E!网络的约翰·布恩（John Boone）和珍妮弗·卡迪将这首歌排在碧昂丝十大最佳歌曲的第3名，并写道其他情歌「沒有比這首歌更有力量的（情歌），碧昂絲對著那聽起來就像世界上全部樂器（其中包括超讚的一秒一次的獨奏鼓聲）的伴奏实唱著」。Consequence of Sound称《光环》为2009年最佳歌曲第23位。

## 上榜表现
《光环》于2009年2月17日在美国《告示牌》百强单曲榜位于第93名。其于2009年5月23日在该榜单位于第5名。这首歌使碧昂絲成為在2001至2010年的百強單曲榜上擁有最多進入排行榜前十單曲的女藝人。《光环》在百强单曲榜位于前40名三十个星期之后，其最后出现榜单的时间是在2009年8月29日。它在美国流行歌曲榜上位于第2名、在美国热门舞厅歌曲榜位于榜首，还有在美国热门节奏蓝调/嘻哈歌曲榜上位于第16名。2010年1月5日，其以销量超过两百万，被美國唱片業協會认证为两倍白金单曲。截至2012年10月，《光环》已在美国出售3,123,000份数位销量。
《光環》於2009年2月2日在紐西蘭單曲榜位於第40名，並在三星期後達到其最高排位第2名。这首歌在榜单上花费了33个非连续的星期，并以运输超过15,000的销量被紐西蘭唱片業協會认证为白金唱片。2009年2月15日，其在澳大利亞單曲榜进入了第29名。这首情歌以四个非连续的星期位于第3名，并位于前50名而花费了36个星期。澳大利亞唱片業協會以《光环》售卖超过280,000的销量而被认证为五倍白金唱片。在西班牙单曲榜中，《光环》于2009年1月25日位于第45名，但它在之后的一周后跌落在榜单外。然而，这首歌在四个月后，也就是于2009年5月3日重回榜单中。它以运输超过80,000的销量被西班牙音樂製造商協會认证为两倍白金唱片。
《光环》于2009年2月21日期次时在英国单曲排行榜位于第98名；在七个星期后，它于2009年4月4日攀升至第4名它在前100名的英国单曲排行榜里几乎呆了整年的时间；在非连续的44个星期之后，它于2012年3月4日位于第94名，接着就跌出榜单外。《光环》以售卖600,000的销量被英國唱片業協會认证为白金唱片。截至2013年7月，它在英国售卖了超过650,000的销量并成为当地第四高销量的单曲。它在首次登上爱尔兰单曲榜是2009年1月22日而位于第32名，并连续三个星期位于第4名。《光环》于2009年以连续二十个星期登上巴西《告示牌》百强热门音乐榜榜首。它在巴西各处的电台里超过24,734的播放而成为当时在当地电台最多播放的歌曲。《光环》于2009年11月至2010年11月成为最多下载的歌曲，而在巴西数位音乐奖初版被作为最精彩的部分。

## 音乐录影带
《光环》和《玩美女神》的随附录影带首次出现是于2008年12月23日同时上传到美国的iTunes Store。该录影带在2008年11月晚期拍摄于碧昂丝倫敦蘇荷區所拥有的联排别墅，其由菲利普·安德尔曼（Philip Andelman）执导并由美国演员麥克·艾里来出演碧昂丝的爱人。艾里非常开心能够与碧昂丝一起出演这首歌的录影带，因为当他听了这首歌后就马上就爱上它。这是他第二次被邀请成为碧昂丝音乐录影带里的角色；第一次是《绝无仅有》，但是他拒绝了该邀请，因为他不喜欢它的题和概念。他曾经告诉碧昂丝：「如果有一个英雄角色就打给我。」
在录影带中，碧昂丝细想着那种亲密和浪漫的关系，影片开始时她依靠在墙边，亮光穿透窗户而照射在她的脸上。在其中一个场景中，碧昂丝穿着紧身的体操服，她表演这一系列的舞蹈，而她的爱人从楼厅上望着她。根据《娛樂周刊》麥可·斯萊扎克的看法，那段舞蹈动作是向1983年爱情电影《闪舞》表示敬意。碧昂丝和艾里之后偎依在沙发时互相含情脉脉地凝视着对方。在影片的高潮部分，碧昂丝在水底全身穿着白色，并慢慢地往上游。在副歌的开始部分，艾里亲吻了她的后颈后，她睁开了眼睛。在最后一幕时，碧昂丝躺在床上，而艾里在她的上面，那对情人面对面的互相凝视。E!網絡的珍妮弗·卡迪写道在录影带里那明亮而亮眼的光彩「让碧昂丝看起来像天使一样」。《太陽報》的艾莉森·馬洛尼（Alison Maloney）称赞碧昂丝那「完美的形象」。这个录影带被《黑人娛樂電視台》列入「证明：2009年百强录影带」第72名。
另一版录影带于2010年5月晚期面世于网络，里面解释了碧昂丝为什么回想起在原版录影带中的爱人。影片开始时是在晚上和在许多树的地方，碧昂丝开着车而艾里则在森林中被警察追赶。在影片的过程中，她将车停在路边并原版的场景重现在画面中。一些警犬最终将艾里制服并残酷地攻击他。一个打开的袋子里面装着偷来的钱，那些钱被风吹得周围都是。在影片的最后，碧昂丝找到躺在地上且无生命迹象的艾里。

## 现场演出

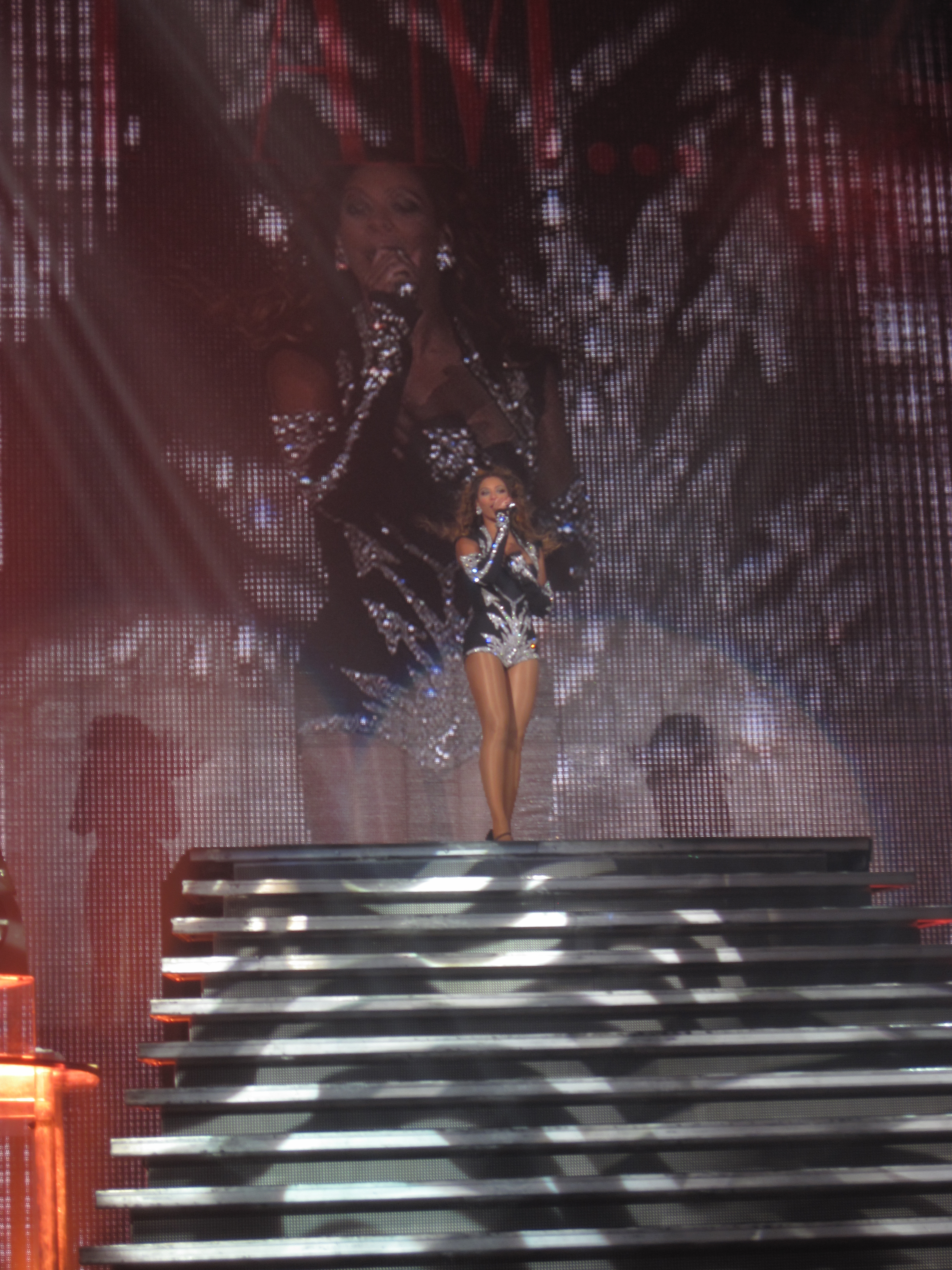
碧昂丝在英国伦敦的O2體育館表演《光环》。

碧昂丝于2009年2月12日在有色人种促进协会形象奖第一次现场演唱《光环》。她身穿着白色礼服，当非裔美國人民權運動档案画面出现背景屏幕上时演唱了这首情歌。娱乐通讯社（Entertainment Newswire）的布倫南·威廉姆斯（Brennan Williams）写道碧昂丝那「美得惊人的演出」展示了她为何会获得2009年有色人种促进协会形象杰出女艺人奖。她还于2009年4月22日在大卫·莱特曼晚间秀演唱《光环》，并在接着的一天于今日秀中表演。这首歌之后加进了她的2009年至2010年双面碧昂丝巡回演唱会的曲目列表里，而它则作为演唱会的安可歌曲来表演。在碧昂丝完成演出《單身女郎(定情戒)》之后，她演唱《光环》。她在走向前排的观众并与他们握手之前演唱了这首情歌。《贝尔法斯特电讯报》的黛博拉·麥卡利斯（Deborah McAleese）和劳伦·马尔文尼（Lauren Mulvenny）回应道这首情歌是「以强烈的情感来演唱」。它还包括在非你莫属2009拉斯维加斯亲密接触演唱会的CD/DVD的现场专辑和2010年的双面碧昂丝世界巡回演唱会里。碧昂丝在2011年格拉斯顿伯里艺术节将《光环》作为闭幕歌曲表演，而当时观看演出的观众有超过175,000人。在独立电视台特别节目「与碧昂丝共度夜晚」中，她与被抽选的粉丝共同演唱那首情歌，而该节目于2011年12月4日在英国播出。
2009年6月25日，美国艺人麥可·傑克森在碧昂丝巡回时逝世。他的死亡消息让她在到达巡回地点表演时对杰克森表示哀悼，这其中包括2009年7月1日在乔治亚州亚特兰大和2009年7月3日在路易斯安那州紐奧良。在哀悼中，杰克森的影像展示在主屏幕里。碧昂丝以情绪化的方式来演唱《光环》，并更改歌词为「Michael I can see your Halo / I pray your music won't fade away」（大意：麥可我看見你身上散發的光環/我祈祷你的音乐永远不会消逝）。2010年1月12日，海地因地震而受到重创。募捐马拉松电视节目送希望到海地：全球赈灾义演于2010年1月22日举行，当中有许多艺人参与其中，而当中包括碧昂丝。她在慈善中演唱《光环》的原音版本，而酷玩乐团主唱克里斯·馬汀则演奏钢琴。为了让这首歌更符合当晚的目的，碧昂丝将「海地」放入歌词中，并唱道：「Haiti, we can see your halo / You know you're my saving grace / You're everything I need and more, it's written all over your face / Haiti, we can see your halo / I pray you won't fade away」（大意：海地，我们看见你的光环/知道吗，你就是我的守护天使/你是我所需要的一切，甚至更多，這全都寫在了你的臉上/海地，我们看见你的光环/我祈禱你永遠不會消逝）。这个版本包含在2010年现场专辑《送希望到海地》。
2012年2月11日，美国歌手惠妮·休斯頓逝世。在她死后，碧昂丝于2012年5月在大西洋城芮維爾賭場的芮維爾呈现：碧昂丝现场表演中向休斯敦致敬。碧昂丝身穿红色裙子，她开始《光环》的演出并演唱惠妮·休斯頓《我将永远爱你》的首节。《乡村声音报》的莫拉·約翰斯頓（Maura Johnston）赞赏演出值得注意之處是这首歌「提供一个突然迸發的结尾」而展示了如何「由流行界其中一位最能削平模版的词曲作家创作的最基本结构的歌曲……但在对的歌手中可以将它转变成极为美丽的东西」。当评论这场表演时，《娱乐周刊》的凯尔·安德森（Kyle Anderson）写道「当晚最能吸引眼球的时刻……特别是当她浸入其他艺人的目录里。」《纽约时报》的本·拉特利夫（Ben Ratliff）表演这首歌在表演中「几乎达到最高点」。2013年2月3日，碧昂丝在第四十七屆超級盃中場表演中表演了这首歌。《光环》加进卡特夫人秀世界巡迴演唱会的表演曲目里。

## 翻唱版本和媒体使用

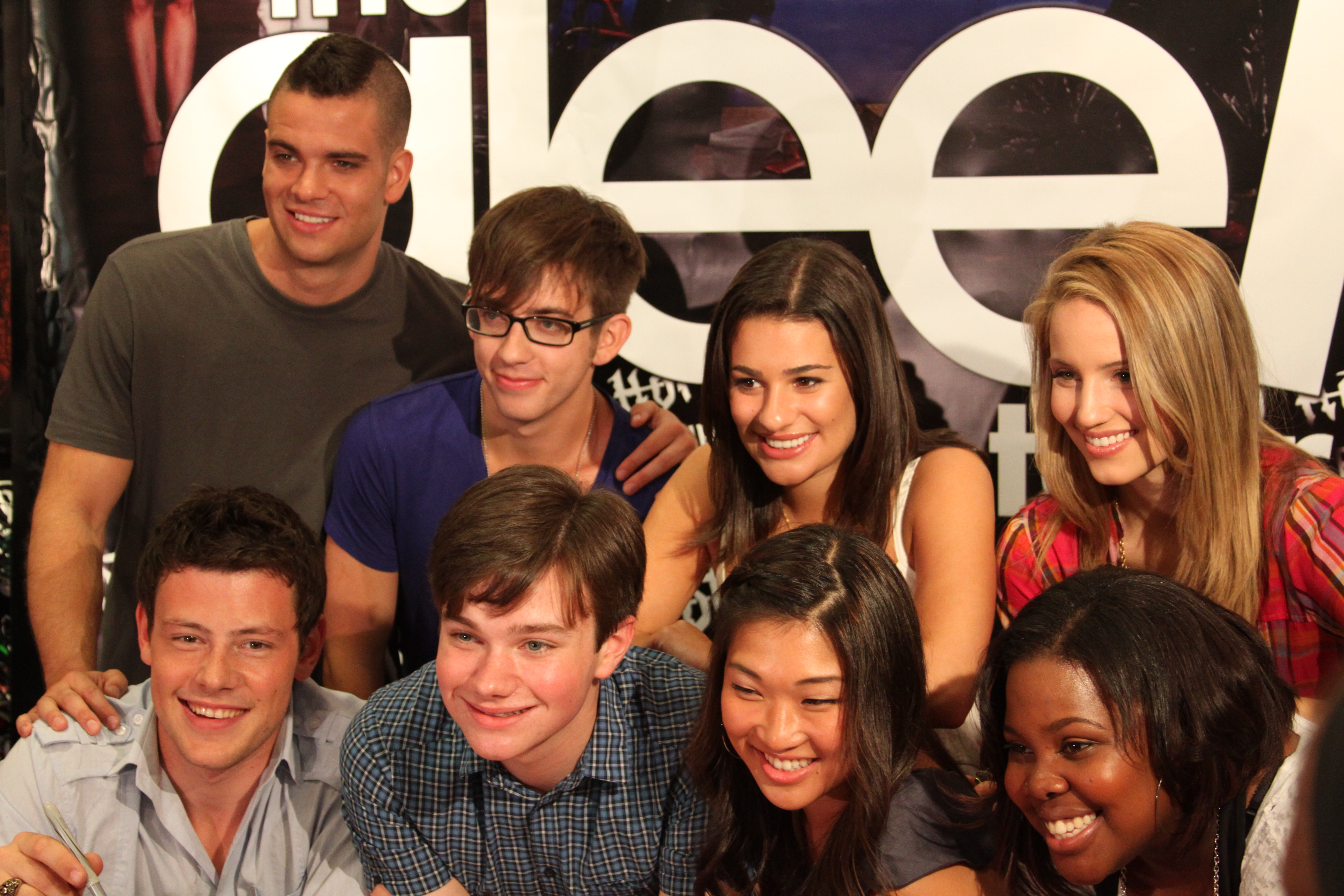
2009年，《欢乐合唱团》的演员表演《光环》和《走在阳光里》的混合版本。

2009年，芙蘿倫絲機進份子于BBC廣播一台现场休息室翻唱《光环》。2009年《告示牌》年度音乐女性奖时，初等学校团体PS22合唱团在纽约皮埃爾酒店的音乐午餐中翻唱《光环》和《單身女郎 (定情戒)》。2009年MTV歐洲音樂大獎时，美国歌手凯蒂·佩芮表演了《光环》和其他最佳歌曲提名的混搭。美国歌手麥克·波斯納也翻唱了这首情歌，但使用了不同的歌词，并放在他2009年的专辑《时间的问题》。根据MTV专栏作家的看法，伯纳斯的表现手法「比起原版是令人耳目一新的风格」。大卫·赛迪斯（David Sides）也制作了歌曲的钢琴版本并放进他专辑《歌曲收集第3卷》（The Collection, Vol. 3）里来发行。《光环》同时出现在英国合辑专辑《现在！73》。这首歌被爱尔兰男子音乐组合西域男孩与《如何让我心碎》（How to Break a Heart）混搭，并在他们2010年这就是我们巡回演唱会中演出。2012年2月5日，澳大利亚达人秀《年轻才艺时间秀》团体演唱了这首歌做为当晚的闭幕曲。2013年4月17日，《美国偶像》第12季的参赛选手安琪·米勒在节目的其中一集中翻唱了这首歌。《滚石杂志》的梅丽莎·洛克（Melissa Locker）回应这场表演为是她「最棒的表演」和「成功在没有钢琴的情况下注入歌曲中的力量」。
《光环》曾经被许多艺人所翻唱，其中包括李艺真、ceo（埃里克·伯格倫德）和哈珀布林樂團。Pitchfork媒体的马克·霍根（Marc Hogan）写道没有任何一个翻唱是比ceo版本「更完全地以灵感创作或过度逻辑」。这个版本以颠簸的拍子来作为基础，并使用原声吉他、1980年代风格电吉他、弦乐和喇叭作为伴奏，而在最后以饶舌作为结尾。超级雷射光制作了《光环》的舞厅版本，并邀请象人作为主唱，该团体在碧昂丝获得2011年葛萊美獎最佳流行女歌手之后将其上传自他们的推特账户。《娱乐周刊》的西蒙·沃齊克－萊文森（Simon Vozick-Levinson）称他们的版本为「相当接近原来版本，除了象人的咆哮不像碧昂丝那种将声音重击般」。2012年，瑞典歌手兼男子团体What's UP!成员羅賓·胡溫貝里翻唱了这首歌曲并放进他个人首张专辑《我的版本》。2013年，冰岛乐团Hjaltalín翻唱《光环》，而该版本出现在他们专辑《石头中的裂缝》（Crack in a Stone）的B面。贾梅尼·道格拉斯以福音风格来翻唱这首歌并放进其2013年专辑《爱永无止境》。2013年9月，印度歌手桑妮蒂·喬寒在伦敦皇家阿爾伯特音樂廳翻唱这首歌。《印度时报》的专栏作家称这首歌的演出是整场演唱会中最精彩的部分。
福克斯廣播公司电视节目《欢乐合唱团》其中一集《维他命D》将《光环》和卡翠娜与波浪乐团1985年歌曲《走在阳光里》混搭在一起表演。其后这个版本以单曲方式发行，其在爱尔兰单曲榜位于第4名，在英国单曲下载榜位于第8名，在英国单曲榜位于第9名，在澳大利亚唱片业协会单曲榜位于第10名，在加拿大百强单曲榜位于第28名和在美国百强单曲榜位于第40名。其以运输超过35,000的销量被澳大利亚唱片业协会认证为金唱片。这首混搭歌曲包含在2010-2011年度欢乐合唱团现场直播！在演唱会！的表演曲目。《光环》还包含于艾美赢家巴西肥皂剧《印度之路》的国际原声带。

## 曲目列表
| - 澳大利亚单曲 1. 《光环》——4:21 2. 《單身女郎 (定情戒)》（RedTop Remix Radio Edit）——3:32 - 欧洲单曲 1. 《光环》——4:22 2. 《玩美女神》——3:21 - 德国豪华版CD 1. 《光环》（Album Version）——4:22 2. 《玩美女神》（Album Version）——3:21 3. 《光环》（Dave Audé Remix – Radio Edit）——4:10 4. 《光环》（Enhanced Video）——3:44 - 法国单曲 1. 《光环》——4:21 | - 英国单曲迷你专辑 1. 《光环》（Olli Collins & Fred Portelli Remix）——6:58 2. 《光环》(The New Devices Remix)——5:49 3. 《光环》(My Digital Enemy Remix)——6:33 4. 《光环》——4:21 - 加拿大和美国单曲与重混版——迷你专辑 1. 《光环》（Radio Edit）——3:44 2. 《光环》（Dave Audé Club Remix）——8:54 3. 《光环》（Gomi Club Remix）——8:57 4. 《光环》（Karmatronic Club Remix）—— 7:13 5. 《光环》（Lost Daze Club Remix）——8:02 |

## 榜单成绩
| 排行榜（2009年）                     | 最高 排名 |
| ------------------------------------ | --------- |
| 澳大利亚单曲榜                       | 3         |
| 奥地利单曲榜                         | 6         |
| 比利时单曲榜（法蘭德斯）             | 18        |
| 比利时单曲榜（瓦隆）                 | 15        |
| 巴西百强热门音乐榜                   | 1         |
| 巴西流行歌曲榜                       | 1         |
| 保加利亚音乐榜                       | 5         |
| 加拿大百强单曲榜                     | 3         |
| 捷克音乐榜                           | 2         |
| 丹麦单曲榜                           | 15        |
| 荷兰40强单曲榜                       | 9         |
| 欧洲百强单曲榜                       | 4         |
| 法国數位单曲榜                       | 9         |
| 德国单曲榜                           | 5         |
| 希腊单曲榜                           | 2         |
| 匈牙利音乐榜                         | 17        |
| 爱尔兰单曲榜                         | 4         |
| 以色列音乐榜                         | 6         |
| 意大利单曲榜                         | 5         |
| 挪威单曲榜                           | 1         |
| 纽西兰单曲榜                         | 2         |
| 斯洛伐克音乐榜                       | 1         |
| 南韩国际单曲榜                       | 6         |
| 西班牙单曲榜                         | 5         |
| 瑞典单曲榜                           | 8         |
| 瑞士单曲榜                           | 4         |
| 英国单曲榜                           | 4         |
| 美国《告示牌》百强单曲榜             | 5         |
| 美国成人节奏蓝调歌曲榜（《告示牌》） | 39        |
| 美国热门舞厅歌曲榜                   | 1         |
| 美国热门节奏蓝调/嘻哈歌曲榜          | 16        |
| 美国流行歌曲榜                       | 2         |
| 美国成人当代音乐榜                   | 27        |
| 美国节奏四十强音乐榜（《告示牌》）   | 8         |

| 排行榜（2010年）                          | 最高 排名 |
| ----------------------------------------- | --------- |
| 加拿大百强单曲榜                          | 58        |
| 瑞典单曲榜                                | 23        |
| 美國單曲榜第101至125位（《告示牌》）      | 105       |
| 美国节奏蓝调/嘻哈數位歌曲榜（《告示牌》） | 23        |

| 排行榜（2009年）             | 排名 |
| ---------------------------- | ---- |
| 澳大利亚单曲榜               | 7    |
| 澳大利亚城市单曲榜           | 4    |
| 奥地利单曲榜                 | 35   |
| 比利时单曲榜（法蘭德斯）     | 72   |
| 巴西百强音乐榜               | 1    |
| 加拿大百强单曲榜             | 12   |
| 丹麦单曲榜                   | 40   |
| 荷蘭40強單曲榜               | 57   |
| 欧洲百强单曲榜               | 33   |
| 德国单曲榜                   | 18   |
| 匈牙利音乐榜                 | 87   |
| 爱尔兰单曲榜                 | 18   |
| 意大利单曲榜                 | 28   |
| 纽西兰单曲榜                 | 8    |
| 挪威单曲榜                   | 5    |
| 西班牙单曲榜                 | 9    |
| 瑞典单曲榜                   | 5    |
| 瑞士单曲榜                   | 18   |
| 英国单曲榜                   | 25   |
| 美国《告示牌》百强单曲榜     | 24   |
| 美国热门百强音乐榜           | 25   |
| 美国热门數位歌曲榜           | 26   |
| 美国热门节奏蓝调/嘻哈歌曲榜  | 79   |
| 美国热门彩鈴榜               | 38   |
| 美国流行歌曲榜               | 18   |
| 排行榜（2010年）             | 排名 |
| 澳大利亚城市单曲榜           | 39   |
| 巴西數位歌曲榜               | 1    |
| 排行榜（2011年）             | 排名 |
| 比利时型录单曲榜（法蘭德斯） | 71   |
| 排行榜（2012年）             | 排名 |
| 南韩加翁国际排行榜           | 10   |
| 南韩加翁国际排行榜           | 166  |
| 比利时型录单曲榜（法蘭德斯） | 85   |
| 排行榜（2013年）             | 排名 |
| 澳大利亚城市单曲榜           | 42   |
| 比利时型录单曲榜（法蘭德斯） | 54   |
| 比利时型录单曲榜（瓦隆）     | 71   |
| 南韩加翁国际排行榜           | 20   |
| 排行榜（2014年）             | 排名 |
| 澳大利亚城市单曲榜           | 39   |
| 比利时型录单曲榜（瓦隆）     | 84   |
| 南韩加翁国际排行榜           | 58   |
| 排行榜（2015年）             | 排名 |
| 澳大利亚城市单曲榜           | 46   |
| 比利时型录单曲榜（法蘭德斯） | 88   |
| 比利时型录单曲榜（瓦隆）     | 60   |
| 南韩加翁国际排行榜           | 33   |
| 排行榜（2016年）             | 排名 |
| 澳大利亚城市单曲榜           | 37   |
| 比利时型录单曲榜（瓦隆）     | 100  |
| 南韩加翁国际排行榜           | 39   |

| 榜单（2000年—2009年） | 排名 |
| --------------------- | ---- |
| 澳大利亚单曲榜        | 32   |
| 巴西百强音乐榜        | 1    |

## 销量认证
| 地區                                            | 认证       | 认证单位/销量 |
| ----------------------------------------------- | ---------- | ------------- |
| 澳大利亚（澳大利亚唱片业协会）                  | 5×白金唱片 | 350,000^      |
| 加拿大（加拿大音乐协会）                        | 白金唱片   | 80,000^       |
| 丹麦（國際唱片業協會丹麥分會）                  | 金唱片     | 15,000^       |
| 法国（法國唱片出版業公會）                      | 不适用     | 55,000        |
| 德国（國際唱片業協會德國分會）                  | 金唱片     | 150,000^      |
| 意大利（義大利音樂產業聯合會） （从2010年计算） | 白金唱片   | 50,000*       |
| 墨西哥（墨西哥唱片業協會）                      | 金唱片     | 30,000^       |
| 纽西兰（紐西蘭唱片業協會）                      | 2×白金唱片 | 30,000        |
| 南韩（韓國音樂內容產業協會）                    | 不适用     | 1,800,000     |
| 西班牙（西班牙音樂製造商協會）                  | 2×白金唱片 | 80,000^       |
| 瑞士（國際唱片業協會瑞士分會）                  | 白金唱片   | 30,000^       |
| 英国（英国唱片业协会）                          | 白金唱片   | 866,000       |
| 美国（美國唱片業協會）                          | 2×白金唱片 | 3,825,000     |
| 简讯铃声                                        |            |               |
| 美国（美國唱片業協會）                          | 金唱片     | 500,000^      |
| 串流                                            |            |               |
| 丹麦（國際唱片業協會丹麥分會）                  | 金唱片     | 1,300,000^    |
| *僅含認證的實際銷量 ^僅含認證的出貨量           |            |               |